# Discurs Secret
L'anomenat discurs secret, oficialment «Sobre el culte a la personalitat i les seves conseqüències» (en rus, О культе личности и его последствиях), va ser una famosa intervenció del polític soviètic Nikita Khrusxov durant el XX Congrés del Partit Comunista de la Unió Soviètica, el 25 de febrer de 1956. En aquest discurs es denuncien el culte a la personalitat i les seves conseqüències, i els crims de Stalin i la repressió durant l'anomenada Gran Purga en els anys anteriors a la Segona Guerra Mundial.
Aquest discurs va significar el trencament de la línia oficial del partit amb els postulats reflectits en l'estalinisme, de manera que s'intenta tornar el PCUS al seu leninisme oficial i inicial, repudiant el culte a la personalitat.
El seu nom, l'adquireix de la sessió en la qual va ser pronunciat, ja que era una sessió reservada en què no van participar els convidats estrangers del congrés. A més, el text original només va ser publicat complet en la gaseta oficial del Comitè Central del Partit el 3 de març de 1989, com a producte de l'obertura realitzada per Mikhaïl Gorbatxov en el procés conegut com a glasnost.

## Història
Al contrari del que es creu, el discurs secret no va significar el primer trencament dels nous governants de l'URSS amb Stalin. Abans del discurs ja s'havien fet els primers passos cap al final de l'estructura repressiva que regnava al país. De fet, el discurs mateix es basa en part en les conclusions obtingudes pel grup conegut com a «Comissió Pospelov». Aquesta comissió especial del Comitè Central del PCUS havia estat creada el 31 de gener de 1955, a fi d'investigar la repressió exercida en contra dels delegats del XVII Congrés del Partit de 1934. Aquesta va aconseguir reunir suficients proves per denunciar que en el període entre els anys 1938 i 1939, durant els moments més àlgids de la Gran Purga, més d'un milió i mig de membres del partit havien estat acusats de realitzar «activitats antisoviètiques», dels quals almenys 680.000 van ser executats. Aquesta macabra xifra, tanmateix, és considerada en l'actualitat com el pis mínim de morts en el període, ja que estudis contemporanis han elevat aquesta xifra almenys a més del doble. De fet, aquesta xifra va ser confeccionada amb les llistes que havien estat signades pel mateix Stalin.
Per a l'any 1956, la nova fornada de dirigents de l'estat comunista s'enfrontaven a un lent procés de rehabilitació dels «vells bolxevics», mentre que el procés d'alliberament dels interns dels camps de treball forçats era massa pausat. Malgrat els èxits anteriors, les víctimes que pertanyien al grup conegut com a «processos de Moscou» de nou van ser rehabilitats en plenitud el 1988.

## Notícies del discurs
Poc després que el discurs fos pronunciat en el Congrés del Partit, van arribar a Occident notícies de la seva existència per mitjà d'un periodista de l'agència Reuters anomenat John Rettie, que va saber de la seva existència en un breu lapse de temps, ja que se li'n va informar abans de disposar-se a viatjar a Estocolm. D'aquesta forma la seva existència era coneguda als països capitalistes des de mitjans de març. Rettie, per la seva part, creia que es tractava d'un discurs redactat per Khrushchev però llegit per un altre mitjancer.
El 5 de març de 1956, el Presidium del PCUS va ordenar a totes les organitzacions del partit, així com als membres del Komsomol, que l'informe de Khrusxov fos llegit en totes les reunions, tant en presència dels militants com dels no-membres. Així el contingut del discurs era conegut ja per gairebé tota la població soviètica el mateix any en què va ser pronunciat. Per tant, el terme discurs secret ha de ser considerat inadequat, ja que mai no ho va ser per a la població russa. Malgrat això, el text complet del discurs no es va publicar fins a 1989.
Poc després d'efectuat el discurs, se'n van remetre còpies als principals dirigents dels partits comunistes d'Europa oriental. Als dirigents o militants d'altres partits no els van informar de la seva existència fins que va ser conegut públicament en ser publicat per la premsa nord-americana.
La forma en la qual va arribar a ser conegut el seu text fora de l'òrbita soviètica va ser curiosa. Com s'havia dit, el document va ser rebut pels líders dels països comunistes europeus. En el cas de Polònia, va ser rebut també pel primer secretari del Partit Comunista, Edward Ochab. Una de les seves secretàries, de nom Lucia Baranowski, el va deixar al seu xicot jueu Víktor Graievski. Aquest era periodista i li havien arribat rumors de la seva existència. En tenir el discurs a les mans, el va portar a l'ambaixada d'Israel-Palestina a Varsòvia, on el va deixar, sense saber-ho, a un agent de la intel·ligència hebrea de nom Yaakov Barmor, que el va fotografiar i va remetre els negatius a Jerusalem, on van arribar el 13 d'abril de 1956. Els serveis secrets israelians tenien un pacte secret de col·laboració amb la intel·ligència nord-americana i davant dels importants documents, van remetre'n una còpia a Allen Dulles, director de la CIA, que -una vegada comprovada la seva autenticitat- va informar el president dels Estats Units Eisenhower del text titulat XX Congrés del Partit, el discurs del camarada Khrusxov, que va autoritzar que la informació fos transferida al New York Times.

## Estructura del discurs
L'estructura (parcial) del discurs és la següent:
- Denúncia del culte a Stalin.
  - Cites dels texts clàssics de marxisme-leninisme en què s'ataca el culte a l'individu.
  - Cites del testament de Lenin i d'escrits de Nadejda Krúpskaia en els quals s'ataca el caràcter de Stalin.
  - Abans de Stalin la disputa ideològica amb el trotskisme era purament intel·lectual, i va ser ell qui va introduir el concepte d'«enemic del poble».
  - Violació per part de Stalin de les normes respecte al lideratge col·lectiu.
    - Repressió contra els «vells bolxevics» i els delegats al XVII Congrés. Dels 1.966 delegats, 1.108 van ser acusats de ser contrarevolucionaris: en foren executats 848. Dels 139 membres i candidats al Comitè Central, 98 van ser declarats «enemics del poble».
    - Després de la brutal repressió, Stalin va deixar de considerar les opinions col·lectives.

  - Exemples de la repressió estalinista:
    - Creació de proves falses per acusar els seus enemics.
    - Exageració del seu rol durant la Gran Guerra patriòtica.
    - Deportació de les nacionalitats.
    - Complot dels doctors.
    - Creació de pintures, cançons, etc., per lloar el líder.